# 18ª edizione dei Satellite Awards
I premi della 18ª edizione dei Satellite Awards sono stati consegnati il 23 febbraio 2014 a Los Angeles, California.

## Vincitori e candidati
I vincitori verranno indicati in grassetto

### Cinema

#### Miglior film
- 12 anni schiavo (12 Years Slave)
- A proposito di Davis (Inside Llewyn Davis)
- Philomena
- American Hustle - L'apparenza inganna (American Hustle)
- Gravity
- The Wolf of Wall Street
- Saving Mr. Banks
- All Is Lost - Tutto è perduto (All Is Lost)
- Blue Jasmine

#### Miglior attore
- Matthew McConaughey - Dallas Buyers Club
- Tom Hanks - Captain Phillips - Attacco in mare aperto (Captain Phillips)
- Robert Redford - All Is Lost - Tutto è perduto (All Is Lost)
- Christian Bale - American Hustle - L'apparenza inganna (American Hustle)
- Bruce Dern - Nebraska
- Chiwetel Ejiofor - 12 anni schiavo (12 Years Slave)
- Leonardo DiCaprio - The Wolf of Wall Street
- Forest Whitaker – The Butler - Un maggiordomo alla Casa Bianca (The Butler)

#### Miglior attrice
- Cate Blanchett - Blue Jasmine
- Meryl Streep - I segreti di Osage County (August: Osage County)
- Judi Dench - Philomena
- Sandra Bullock - Gravity
- Emma Thompson - Saving Mr. Banks
- Adèle Exarchopoulos - La vita di Adele (La Vie d'Adèle)
- Amy Adams - American Hustle - L'apparenza inganna (American Hustle)
- Julia Louis-Dreyfus - Non dico altro (Enough Said)

#### Miglior attore non protagonista
- Jared Leto - Dallas Buyers Club
- Jake Gyllenhaal - Prisoners
- Harrison Ford - 42 - La vera storia di una leggenda americana (42)
- Casey Affleck - Il fuoco della vendetta - Out of the Furnace (Out of the Furnace)
- Bradley Cooper - American Hustle - L'apparenza inganna (American Hustle)
- Ryan Gosling - Come un tuono (The Place Beyond the Pines)
- Michael Fassbender - 12 anni schiavo (12 Years Slave)
- Tom Hanks - Saving Mr. Banks

#### Miglior attrice non protagonista
- June Squibb - Nebraska
- Julia Roberts - I segreti di Osage County (August: Osage County)
- Jennifer Lawrence - American Hustle - L'apparenza inganna (American Hustle)
- Léa Seydoux - La vita di Adele (La Vie d'Adèle)
- Oprah Winfrey - The Butler - Un maggiordomo alla Casa Bianca (The Butler)
- Lupita Nyong'o - 12 anni schiavo (12 Years Slave)
- Sally Hawkins - Blue Jasmine
- Emily Watson - Storia di una ladra di libri (The Book Thief)

#### Miglior regista
- Steve McQueen - 12 anni schiavo (12 Years a Slave)
- Ethan Coen e Joel Coen - A proposito di Davis (Inside Llewyn Davis)
- Ron Howard - Rush
- Martin Scorsese - The Wolf of Wall Street
- Paul Greengrass - Captain Phillips - Attacco in mare aperto (Captain Phillips)
- David O. Russell - American Hustle - L'apparenza inganna (American Hustle)
- Woody Allen - Blue Jasmine
- Alfonso Cuarón - Gravity

#### Miglior sceneggiatura originale
- David O. Russell e Eric Singer - American Hustle - L'apparenza inganna (American Hustle)
- Nicole Holofcener - Non dico altro (Enough Said)
- Ethan Coen e Joel Coen - A proposito di Davis (Inside Llewyn Davis)
- Woody Allen - Blue Jasmine
- Spike Jonze - Lei (Her)
- Kelly Marcel e Sue Smith - Saving Mr. Banks

#### Miglior sceneggiatura non originale
- Jeff Pope e Steve Coogan - Philomena
- Billy Ray - Captain Phillips - Attacco in mare aperto (Captain Phillips)
- Peter Berg - Lone Survivor
- John Ridley - 12 anni schiavo (12 Years a Slave)
- Terence Winter - The Wolf of Wall Street
- Ethan Hawke, Julie Delpy e Richard Linklater - Before Midnight

#### Miglior film d'animazione o a tecnica mista
- Si alza il vento (風立ちぬ?, Kaze tachinu)
- I Croods (The Croods)
- Epic - Il mondo segreto (Epic)
- Ernest & Celestine
- Frozen - Il regno di ghiaccio (Frozen)
- Monsters University
- Piovono polpette 2 - La rivincita degli avanzi (Cloudy with a Chance of Meatballs 2)
- Turbo

#### Miglior fotografia
- Bruno Delbonnel - A proposito di Davis (Inside Llewyn Davis)
- Roger Deakins - Prisoners
- Emmanuel Lubezki - Gravity
- Sean Bobbitt - 12 anni schiavo (12 Years a Slave)
- Stuart Dryburgh - I sogni segreti di Walter Mitty (The Secret Life of Walter Mitty)
- Anthony Dod Mantle - Rush

#### Miglior costumi
- Michael O'Connor - The Invisible Woman
- Julian Day - Rush
- Catherine Martin - Il grande Gatsby (The Great Gatsby)
- Daniel Orlandi - Saving Mr. Banks
- Patricia Norris - 12 anni schiavo (12 Years a Slave)
- Gary Jones - Il grande e potente Oz (Oz the Great and Powerful)

#### Miglior montaggio
- Crispin Struthers e Jay Cassidy - American Hustle - L'apparenza inganna (American Hustle)
- Thelma Schoonmaker - The Wolf of Wall Street
- Gary D. Roach e Joel Cox - Prisoners
- Alfonso Cuarón e Mark Sanger - Gravity
- Daniel P. Hanley e Mike Hill - Rush
- Joe Walker - 12 anni schiavo (12 Years a Slave)

#### Miglior colonna sonora
- Steven Price - Gravity
- Alexandre Desplat - Philomena
- Hans Zimmer - 12 anni schiavo (12 Years Slave)
- Arcade Fire - Lei (Her)
- Theodore Shapiro - I sogni segreti di Walter Mitty (The Secret Life of Walter Mitty)
- John Williams - Storia di una ladra di libri (The Book Thief)

#### Miglior canzone originale
- Young and Beautiful - Il grande Gatsby (The Great Gatsby)
- Let It Go - Frozen - Il regno di ghiaccio (Frozen)
- I See Fire - Lo Hobbit - La desolazione di Smaug (The Hobbit: The Desolation of Smaug)
- So You Know What It's Like - Short Term 12
- Happy - Cattivissimo me 2 (Despicable Me 2)
- Please Mr. Kennedy - A proposito di Davis (Inside Llewyn Davis)

#### Miglior scenografia
- Beverly Dunn e Catherine Martin - Il grande Gatsby (The Great Gatsby)
- Maria Djurkovic e Tatiana Macdonald - The Invisible Woman
- Lauren E. Polizzi e Michael Corenblith - Saving Mr. Banks
- Diane Lederman e Tim Galvin - The Butler - Un maggiordomo alla Casa Bianca (The Butler)
- Mark Digby e Patrick Rolfe - Rush
- Nancy Haigh e Robert Stromberg - Il grande e potente Oz (Oz the Great and Powerful)

#### Miglior suono
- Glenn Freemantle, Niv Adiri, Skip Lievsay - Gravity
- Christopher Scarabosio, Craig Berkey, Dave Whitehead, David Husby - Elysium
- Brandon Proctor, Micah Bloomberg, Richard Hymns, Steve Boeddeker - All Is Lost - Tutto è perduto (All Is Lost)
- Danny Hambrook, Frank Kruse, Markus Stemler - Rush
- Greg Orloff, Paul Urmson, Peter Kurland, Skip Lievsay - A proposito di Davis (Inside Llewyn Davis)
- Chris Burdon, Mark Taylor, Mike Prestwood Smith, Oliver Tarney	- Captain Phillips - Attacco in mare aperto (Captain Phillips)

#### Migliori effetti visivi
- Charles Howell, Chris Lawrence, Tim Webber - Gravity
- Andrew R. Jones, Jessica Norman, Matt Johnson, Scott Farrar - World War Z
- Markus Manninen, Matt Baer - I Croods (The Croods)
- James Schwalm, Scott Stokdyk, Troy Saliba - Il grande e potente Oz (Oz the Great and Powerful)
- Antoine Moulineau, Jody Johnson, Mark Hodgkins - Rush
- Brendon O'Dell, Colin Davies, Robert Munroe - All Is Lost - Tutto è perduto (All Is Lost)

#### Miglior film straniero
- Alabama Monroe - Una storia d'amore • Belgio
- Il sospetto (Jagten) • Danimarca
- La vita di Adele (La Vie d'Adèle) • Francia
- Four Corners • Sudafrica
- La bicicletta verde (Wadjda) • Arabia Saudita
- Circles • Serbia
- Il passato (Le Passé) • Iran
- La grande bellezza • Italia
- Metro Manila • Regno Unito
- Bethlehem • Israele

#### Miglior documentario
- Blackfish
- Twenty Feet from Stardom
- Évocateur: The Morton Downey Jr. Movie
- Al Midan
- American Promise
- The Act of Killing
- Stories We Tell
- Sound City
- Tim's Vermeer
- After Tiller

### Televisione

#### Miglior serie drammatica
- Breaking Bad
- The Americans
- Downton Abbey
- The Good Wife
- Homeland - Caccia alla spia
- House of Cards
- Last Tango in Halifax
- Mad Men
- Masters of Sex
- Rectify

#### Miglior serie commedia o musicale
- Orange Is the New Black
- Alpha House
- The Big Bang Theory
- Brooklyn Nine-Nine
- Enlightened
- Louie
- Modern Family
- C'era una volta (Once Upon a Time)
- The Wrong Mans
- Appunti di un giovane medico (A Young Doctor's Notebook)

#### Miglior serie tv di genere
- Il Trono di Spade (Game of Thrones)
- American Horror Story: Coven
- Arrow
- Grimm
- Agents of S.H.I.E.L.D.
- Orphan Black
- Les Revenants
- Supernatural
- The Walking Dead

#### Miglior miniserie o film per la televisione
- Dancing on the Edge
- Dietro i candelabri (Behind the Candelabra)
- The Big C: Hereafter
- Burton & Taylor
- Generation War
- Mob City
- Parade's End
- Phil Spector
- Top of the Lake - Il mistero del lago
- The White Queen

#### Miglior attore in una serie drammatica
- Bryan Cranston - Breaking Bad
- Jeff Daniels - The Newsroom
- Jon Hamm – Mad Men
- Freddie Highmore – Bates Motel
- Derek Jacobi – Last Tango in Halifax
- Michael Sheen – Masters of Sex
- Kevin Spacey – House of Cards
- Aden Young – Rectify

#### Miglior attore in una serie commedia o musicale
- John Goodman – Alpha House
- Mathew Baynton – The Wrong Mans
- Andre Braugher – Brooklyn Nine-Nine
- Don Cheadle – House of Lies
- Louis C.K. – Louie
- James Corden – The Wrong Mans
- Jake Johnson – New Girl
- Jim Parsons – The Big Bang Theory

#### Miglior attore in una miniserie o film per la televisione
- Michael Douglas – Dietro i candelabri (Behind the Candelabra)
- Matt Damon – Dietro i candelabri (Behind the Candelabra)
- Benedict Cumberbatch – Parade's End
- Chiwetel Ejiofor – Dancing on the Edge
- Matthew Goode – Dancing on the Edge
- Peter Mullan – Top of the Lake
- Al Pacino – Phil Spector
- Dominic West – Burton & Taylor

#### Miglior attrice in una serie drammatica
- Robin Wright – House of Cards
- Lizzy Caplan – Masters of Sex
- Olivia Colman – Broadchurch
- Vera Farmiga – Bates Motel
- Tatiana Maslany – Orphan Black
- Anne Reid – Last Tango in Halifax
- Keri Russell – The Americans
- Abigail Spencer – Rectify

#### Miglior attrice in una serie commedia o musicale
- Taylor Schilling – Orange Is the New Black
- Laura Dern – Enlightened
- Zooey Deschanel – New Girl
- Lena Dunham – Girls
- Edie Falco – Nurse Jackie - Terapia d'urto (Nurse Jackie)
- Julia Louis-Dreyfus – Veep
- Amy Poehler – Parks and Recreation
- Jessica Walter – Arrested Development

#### Miglior attrice in una miniserie o film per la televisione
- Elisabeth Moss – Top of the Lake
- Helena Bonham Carter – Burton & Taylor
- Holliday Grainger – Bonnie & Clyde
- Rebecca Hall – Parade's End
- Jessica Lange – American Horror Story: Coven
- Melissa Leo – Call Me Crazy: A Five Film
- Helen Mirren – Phil Spector

#### Miglior attore non protagonista in una serie, miniserie o film per la televisione
- Aaron Paul – Breaking Bad
- Nikolaj Coster-Waldau – Il Trono di Spade (Game of Thrones)
- William Hurt – Bonnie & Clyde
- Peter Sarsgaard – The Killing
- Jimmy Smits – Sons of Anarchy
- Corey Stoll – House of Cards
- Jon Voight – Ray Donovan
- James Wolk – Mad Men

#### Miglior attrice non protagonista in una serie, miniserie o film per la televisione
- Laura Prepon – Orange Is the New Black
- Uzo Aduba – Orange Is the New Black
- Kathy Bates – American Horror Story: Coven
- Emilia Clarke – Il Trono di Spade (Game of Thrones)
- Anna Gunn – Breaking Bad
- Margo Martindale – The Americans
- Judy Parfitt – L'amore e la vita - Call the Midwife
- Merritt Wever – Nurse Jackie - Terapia d'urto (Nurse Jackie)

## Riconoscimenti speciali

### Mary Pickford Award
- Mike Medavoy

### Auteur Award
- Guillermo del Toro

### Nikola Tesla Award
- Garrett Brown

### Independent Producer of the Year Award
- Gabrielle Tana

### Honorary Satellite Award
- Ryan Coogler per Prossima fermata Fruitvale Station (Fruitvale Station)

### Newcomer Award
- Michael B. Jordan per Prossima fermata Fruitvale Station (Fruitvale Station)
- Sophie Nélisse per Storia di una ladra di libri (The Book Thief)

### Miglior cast in un film
- Nebraska

### Miglior cast in una serie televisiva
- Orange Is the New Black